# クリムゾン・スペル
『クリムゾン・スペル』は、やまねあやのによる日本のボーイズラブ漫画作品。『Chara Selection』（徳間書店）にて2004年から2021年まで連載された。

## 登場人物
※声の表記はドラマCD版
バルドリーグ・アルスヴィーズ声 - 近藤隆
アルスヴィーズ王国の第一王子。通称バルド。
ハルヴィル・フロプト声 - 三木眞一郎
セレアスデール出身の魔導士。通称ハヴィ。
ハルレイン声 - 野島裕史
ハルセレス声 - 安元洋貴
リーズレグベール声 - 宮田幸季
通称ルルカ。

## 作中用語
ユグ・ヴェルンド
封印されていた紅い魔剣。

## 既刊一覧

### 漫画
- やまねあやの『クリムゾン・スペル』徳間書店〈Chara COMICS〉、全7巻
  1. 2005年7月25日発行、ISBN 4-19-960292-5
  2. 2007年3月24日発行、ISBN 978-4-19-960339-6
  3. 2009年3月25日発行、ISBN 978-4-19-960401-0
  4. 2010年11月25日発行、ISBN 978-4-19-960457-7 / ISBN 978-4-19-960460-7（限定版）
  5. 2013年3月25日発行、ISBN 978-4-19-960546-8
  6. 2018年8月25日発行、ISBN 978-4-19-960764-6
  7. 2021年6月25日発行、ISBN 978-4-19-960872-8 / ISBN 978-4-19-881052-8（特装版）

### ドラマCD
- 『クリムゾン・スペル』（2009年6月24日発売 ムービック） MACY 2039
- 『クリムゾン・スペル2』（2010年3月25日発売 ムービック） MACY 2042
- 『クリムゾン・スペル 番外編 旅のおくりもの』（Chara Selection 2010年3月号全員サービス）
- 『クリムゾン・スペル3』（2011年5月25日発売 ムービック） MACY 2046
- 『クリムゾン・スペル スペシャル番外編 旅の空の下、ルルカは今日もおかんむり』（Chara Selection 2011年9月号付録）
- 『クリムゾン・スペル 単行本5巻限定版CD』（2013年3月25日発売 アニメイト限定版）